# Schwaikheim
Schwaikheim är en kommun och ort i Rems-Murr-Kreis i regionen Stuttgart i Regierungsbezirk Stuttgart i förbundslandet Baden-Württemberg i Tyskland.
Kommunen ingår i kommunalförbundet Winnenden tillsammans med staden Winnenden och kommunen Leutenbach.